# MicroLeague Wrestling
MicroLeague Wrestling est un jeu vidéo de simulation de catch professionnel, le tout premier basé sur la société américaine World Wrestling Federation, commercialisé en 1987 sur Commodore 64 et Atari ST, ainsi qu'en 1989 sur Amiga et DOS. Il a été développé par Micro League Sports Association et publié par Micro League Multimedia Inc. Il fait partie de la série des jeux de sports MicroLeague, qui inclut également MicroLeague Baseball (en).
Contrairement à la plupart des jeux vidéo d'action, MicroLeague Wrestling est un jeu de stratégie au tour par tour. Le joueur sélectionne un match et choisit les actions de son personnage par le biais du menu.

## Système de jeu
Le jeu utilise la stratégie au tour par tour ; le joueur sélectionne une-à-une les prises à effectuer sur ses adversaires. Chaque catcheur possède cinq mouvements « basiques » (qui causent deux points de dégâts), quatre mouvements « majeurs » (qui causent quatre points de dégâts), et un « super » mouvement (qui cause six points de dégâts, et qui est le seul moyen de mettre l'adversaire au tapis). Chaque catcheur possède ses propres parades, qui, effectuées avec succès, redonneront un ou deux points de vie au personnage du joueur. les catcheurs face peuvent tenter de conquérir positivement l'opinion publique et ainsi reprendre quelques points de vie. Les catcheurs heel peuvent tricher mais risquent d'être disqualifier.
La disquette originale de MicroLeague Wrestling, commercialisée en 1987, met en scène Hulk Hogan contre Randy « Macho Man » Savage d'un côté, et Hulk Hogan contre « Mr. Wonderful » Paul Orndorff de l'autre. En 1988, deux extensions sont commercialisées sous le titre WWF Superstar Series. La première met en scène Randy Savage contre The Honky Tonk Man et Hacksaw Jim Duggan contre King Harley Race. La seconde disquette met en scène Hulk Hogan contre « Million Dollar Man » Ted DiBiase et Jake « The Snake » Roberts contre Ravishing Rick Rude. Les versions Amiga et OS, commercialisée en 1989, mettent en scène Hogan contre Savage, et Hogan contre DiBiase.
Avant chaque match, Mean Gene Okerlund s'entretient avec les candidats. Howard Finkel annonce les catcheurs sur le ring. Pendant les matchs, les commentaires sont effectués par Vince McMahon aux côtés de Jesse « The Body » Ventura ou Bruno Sammartino.